# آفتابگیر

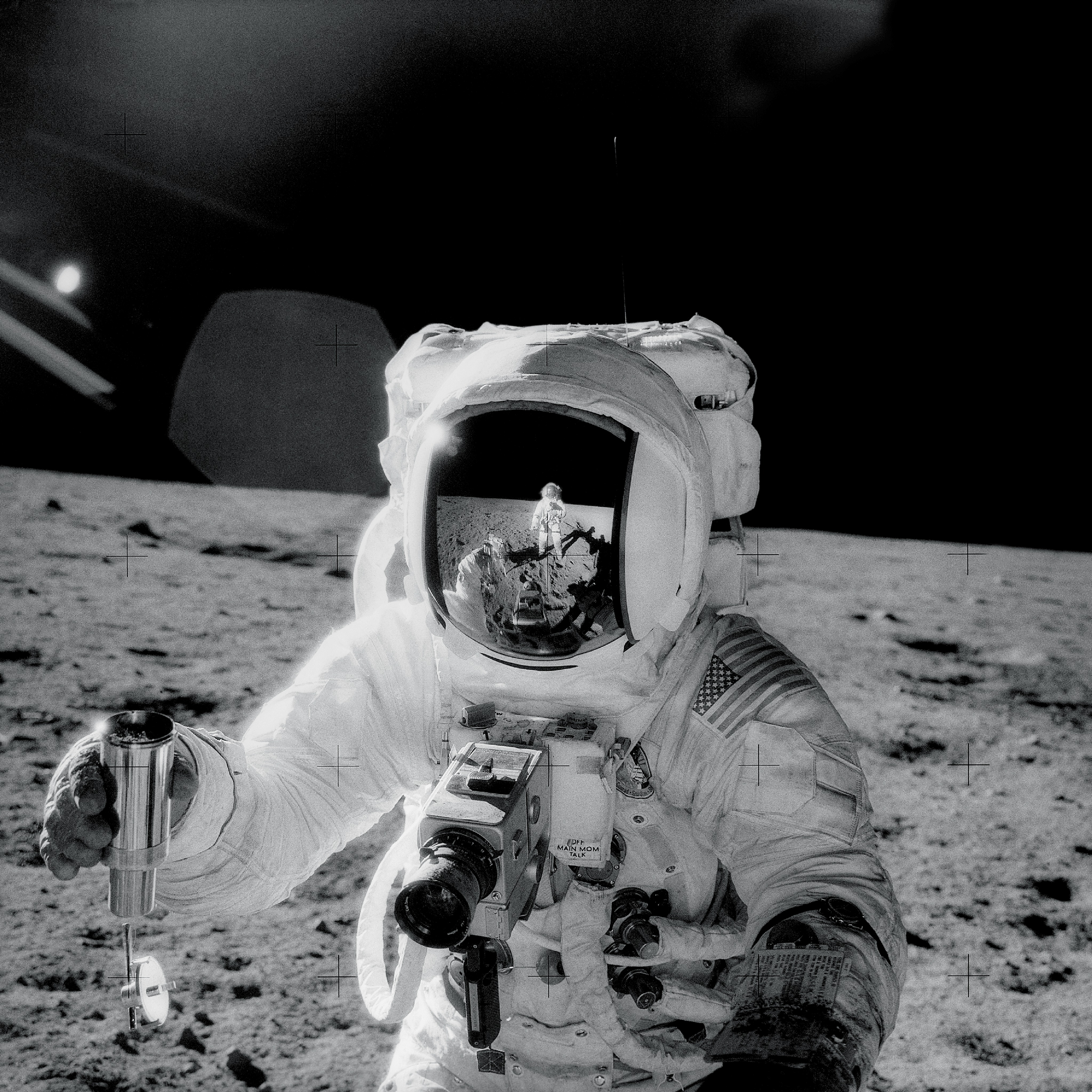
فضانورد آپولو ۱۲، آلن بین ، با کلاه ایمنی دارای نقاب، در دومین پیاده‌روی فضایی در نزدیکی دهانه شارپ.

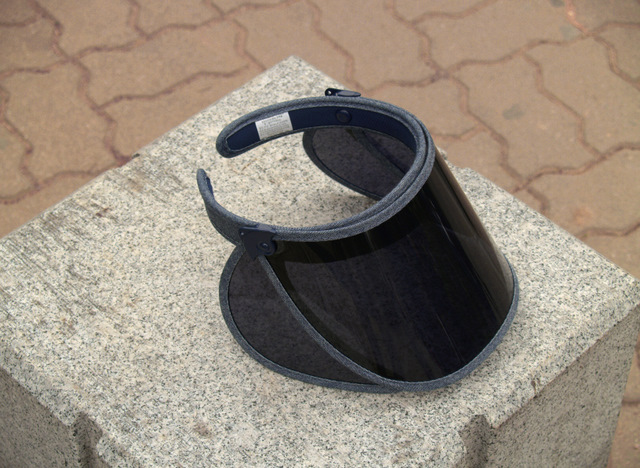
آفتابگیر ورزشی طراحی‌شده در سئول، کره جنوبی

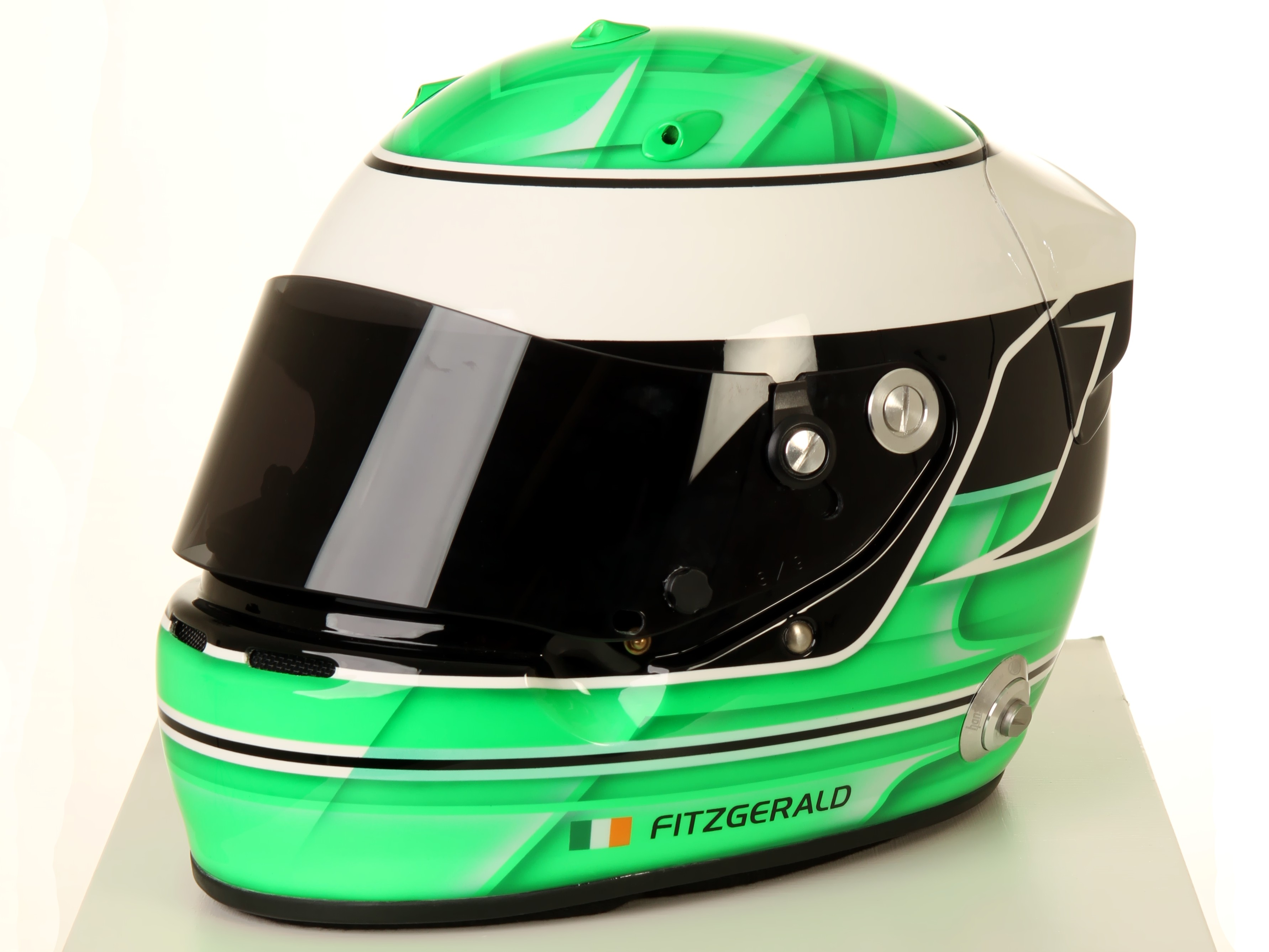
یک آفتابگیر رنگی برای کلاه ایمنی رانندگان مسابقه‌ای Arai GP5

آفتابگیر (یا ویزور که به صورت vizor نیز نوشته می‌شود) سطحی است که از چشم‌ها محافظت می‌کند ، مانند سایه‌بان آنها در برابر خورشید یا دیگر نورهای شدید یا محافظت از آنها در برابر اشیاء است.
امروزه بسیاری از آفتابگیرها شفاف هستند، اما پیش از اختراع مواد شفاف قوی مانند پلی‌کربنات ، آفتابگیرها مانند ماسک مات بودند.
- بخشی از کلاه‌خود در زره که از چشم‌ها محافظت می‌کند.
- نوعی پوشش سر که فقط از یک نقاب و یک نوار برای بستن آن به دور سر تشکیل شده است.
- هر سطح عمودی از این دست روی هر کلاه یا کلاه ایمنی.
- هر سطح افقی از این دست روی هر کلاه یا کلاه‌خودی (که در انگلیسی بریتانیایی به آن کلاه برآمده می‌گویند).
- وسیله‌ای در خودرو که راننده یا سرنشین جلو می‌تواند آن را روی قسمتی از شیشه جلو پایین بیاورد تا جلوی نور خورشید را بگیرد ( آفتاب‌گیر ماشین). [۲]
- هنری هشتم و درباریانش به عنوان لباس نقابدار ، «کلاه‌های نقاب‌دار با تناسب ظاهری مناسب» می‌پوشیدند.